# رستاخیز (فیلم ۲۰۰۱)
«رستاخیز» (ایتالیایی: Resurrezione) یک تله‌فیلم به کارگردانی برادران تاویانی است که در سال ۲۰۰۱ منتشر شد.